# Ethon
Ethon foi uma águia (ou abutre) filha de Tifão com Equidna. Na mitologia grega, Ethon é conhecida por ser a águia que Zeus mandava diariamente para o monte Cáucaso para devorar o fígado de Prometeu, um Titã rebelde contra os deuses do Olimpo. Esse castigo foi imposto a Prometeu como represália pela sua atitude em roubar o fogo dos deuses e dá-lo aos humanos.

## Origem Mitológica
Ethon foi criada por Tifão e Equidna, duas das criaturas mais temíveis da mitologia grega. Ela foi incumbida por Zeus de um castigo eterno para Prometeu, que havia desafiado a ordem divina ao roubar o fogo dos deuses para os humanos. Prometeu foi então acorrentado à rocha da eternidade, onde todos os dias Ethon devorava seu fígado, causando-lhe dores indescritíveis.
Devido à natureza divina de Prometeu como um Titã, seu fígado se regenerava durante a noite, tornando o sofrimento perpétuo. Esse ciclo de tortura deveria durar eternamente, mas após muitos séculos, Hércules, filho de Zeus, matou Ethon e partiu a corrente indestrutível, libertando Prometeu.

## Morte de Ethon
A morte de Ethon foi um momento crucial para a libertação de Prometeu. Hércules, ao completar uma das suas doze tarefas, enfrentou a águia e a matou. Com isso, ele também destruiu as correntes que prendiam Prometeu, permitindo-lhe finalmente ser libertado após anos de sofrimento.

## Legado Cultural
A figura de Ethon simboliza não apenas a vingança de Zeus, mas também o sofrimento eterno, representado pela regeneração contínua do fígado de Prometeu. Sua história tem sido um tema recorrente nas artes, representando a luta entre os deuses e os Titãs e a superação de punições aparentemente impossíveis de serem quebradas.